# Абель, Кламор Генрих
Кламор Генрих Абель (нем. Clamor Heinrich Abel; 1634, Бад-Эссен, Нижняя Саксония — 25 июля 1696, Бремен) — немецкий музыкант, органист, альтист, скрипач, композитор.

## Биография
Родился в семье музыканта придворном оркестра ганноверского двора. Представитель семьи музыкантов, прославившихся в Центральной и Северной Германии в XVII-м и XVIII-м веках. Отец Христиана Фердинанда Абеля, дед Карла Фридриха и Леопольда Августа Абелей.
Служил придворным музыкантом в Кётене, органистом в Целле, с 1666 года — камерным музыкантом при дворе герцога Ганновера. С 1694 года был главным музыкантом в Бремене и оставался на этом посту до своей смерти в Бремене в 1696 году.
Среди его самых известных музыкальных произведений — сочинения для струнного оркестра и камерной музыки. Автор сборника из 59 отдельных произведений под названием Erstlinge musikalischer Blumen. В их число вошли произведения для четырёх инструментов и Basso continuo — аллеманды, куранты, прелюдии, сарабанды и сонатины. Сперва они были изданы в трёх томах во Франкфурте (1674, 1676, 1677), а позже изданы вместе как Drei Opera musica (Брауншвейг, 1687).

## Избранные сочинения
- Erstlinge musikalischer Blumen
- Bataille D Major for 2 violins and basso continuo
- Sonata Sopra Cuccu for violin and basso continuo
- Folie d’Espagne (1685)